# Chevreuxiella obensis
Chevreuxiella obensis is een vlokreeftensoort uit de familie van de Thoriellidae. De wetenschappelijke naam van de soort is voor het eerst geldig gepubliceerd in 1962 door Birstein & Vinogradov.